# Michel Vié
Pour les articles homonymes, voir Vié.
Michel Vié, né le 31 août 1929 à Gien dans le Loiret, est un historien et japonologue français, professeur émérite des universités à l'INALCO.

## Biographie
Né d’un père contrôleur des impôts et d’une mère institutrice, Michel Vié grandit à Aubigny-sur-Nère, puis à Nîmes. Élève en classe préparatoire au lycée Louis-le-Grand à Paris, il est reçu au CAPES d’histoire-géographie en 1953.
Élève de Pierre Renouvin à la Sorbonne, ce dernier l’encourage à travailler sur le Japon. En 1960, Michel Vié s’inscrit à l’École nationale des langues orientales vivantes où il apprend le japonais auprès de René Sieffert et Mori Arimasa.
En 1964, il part pour la première fois en Asie. Pensionnaire à la Maison franco-japonaise de 1964 à 1967, assistant étranger à l'Université de Kyūshū de 1967 à 1970, chercheur invité à l’Université chinoise de Hong Kong de 1971 à 1973, il rédige au cours de cette période deux ouvrages pour la collection « Que sais-je ? » : Histoire du Japon en 1969 et Le Japon contemporain en 1971, qui ont servi de références à plusieurs générations d’étudiants. Il soutient parallèlement une thèse de fin d'études sur l’histoire du gouvernement de Meiji sous la direction de René Sieffert (1971).
Nommé maître-assistant en 1973, puis professeur titulaire en 1979 à l’Institut national des langues et civilisations orientales, il y enseigne l’histoire du Japon moderne jusqu’en 1995. De 1982 à 1986, il retourne au Japon pour diriger l’Institut franco-japonais du Kansai à Kyōto ensuite de 1989 à 1991 il était chargé de mission à l'ambassade de France au Japon.

## Travaux
La réflexion de Michel Vié se caractérise par l’analyse et la description des rapports de forces entre les acteurs politiques, militaires et économiques. Son œuvre est avant tout celle d’un historien des conflits.

## Publications
- Histoire du Japon : des origines à Meiji, coll. « Que sais-je ? » no 1328, PUF, 1969. neuvième édition mise à jour, 2018.  (ISBN 978-2-13-081219-7)
- Le Japon contemporain, coll. « Que sais-je ? » no 1459, PUF, 1971. sixième édition mise à jour  (ISBN 978-2-13-044327-8)
- Le Japon et le monde au XXe siècle, Masson, 1995.  (ISBN 978-2-225-84804-9)
- « Le Japon - légitimité et illégitimité du pouvoir », in Maurice Duverger (dir.), Dictatures et légitimité - Colloque organisé par le Centre d'analyse comparative des systèmes politiques, Paris, 6-8 décembre 1979, Presses universitaires de France, 1982 Lire en ligne  (ISBN 978-2-13-037344-5)

Géopolitique, Revue de l'institut international de géopolitique,
- « De la réalité aux mythes, des mythes à la réalité », no 37, 1992 :
- « Le sacré et le pouvoir au Japon », no 73, 2001.
- « Formation et fonctions historiques des villes japonaises », no 81, 2003.
- « L'assassinat politique au Japon », no 103, 2008.

Cipango
- « La Mandchourie et la “Question d'Extrême-Orient” 1880-1910 », Cipango, no 18, 2011.

Relations internationales
- « Le Japon est-il une grande puissance ? », no 17, printemps 1979, p. 49-64.(republié  dans Encyclopédie permanente du Japon  mai-juin 1979-1980).
- « Point de vue sur la politique extérieure du Japon entre les guerres mondiales », no 22, été 1980, p.141-152.

Encyclopédie Permanente du Japon P.O.F (Publications orientalistes de France)
- « Un pouvoir de fait dans le régime constitutionnel de Meiji : les conseillers impériaux », janvier-avril 1975, p.1-5.
- « Les partis politiques depuis la fin de la guerre », avril 1976, p.1-18.
- « Famille et parenté traditionnelles. », juillet 1976, p.1-12.
- « Les élections générales du 5 décembre 1976 », janvier-février 1977, p.1-10.
- « L'institution impériale et l'opinion publique », juillet 1981-1983, p.1-8, (en collaboration avec NISHIHIRA Shigeki).

Mondes Asiatiques
- « Les partis et l'expression politique de la société japonaise» , no 8, p.427-454. (Republié  dans Encyclopédie permanente du Japon, décembre 1976).

Le Monde
- « Il y a cinquante ans : l'attaque japonaise sur Pearl-Harbor », 9 décembre 1991 Lire en ligne
- « Il y a cent vingt-cinq ans : l'entrée du Japon dans l'ère Meiji », 4 janvier 1993 Lire en ligne.
- « Hiroshima 6 août 1945 8H15 »  jeudi 3 août 1995. (republié dans Supplément du Monde  9 février 2009, p. 60-61.)